# Kampfflieger (Film)
Kampfflieger (Originaltitel: The Hunters) ist ein US-amerikanischer Kriegsfilm, von Dick Powell 1958 nach dem gleichnamigen Roman von James Salter inszeniert. Die Erstaufführung in Deutschland fand am 10. Oktober 1958 statt. Im deutschen Fernsehen lief der Film unter dem Titel Kampfgeschwader Kobra.

## Handlung
Major Saville, ein Flieger-Veteran des Zweiten Weltkrieges, will unbedingt eine F-86 Sabre im Koreakrieg fliegen. Sein Kommandeur, Colonel Imil, überträgt ihm die Führung einer Staffel. Unter Savilles Piloten ist der neue, talentierte aber zu selbstsichere Lieutenant Pell.
Bei einem Luftkampf lässt Pell seinen Rottenführer Lieutenant Corona im Stich, der abgeschossen wird und beim Versuch zu landen stirbt. Saville will Pell versetzen lassen, doch Imil ist dagegen. Immerhin war Pell in der Fliegerschule der beste. Imil sieht Pell zudem als eine jüngere Ausgabe von Saville.
Ein anderer Pilot, Lieutenant Abbott, hat das Problem, nicht beständig genug zu sein. Abbotts Frau Kristina ist besorgt und bittet Saville, auf ihren Mann ein Auge zu haben. Die beiden verlieben sich ineinander. Abbott bekommt dies mit und schlägt Saville einen Deal vor: Seine Frau für die Möglichkeit „Casey Jones“, den gefürchtetsten Feindflieger abschießen zu dürfen, sollte die Rotte auf ihn treffen. Saville ist empört und weist ihn ab.
Auf einer Mission gerät Abbott tatsächlich an „Casey Jones“, doch wird er schnell weit hinter den feindlichen Linien abgeschossen. Daraufhin schießt Saville „Casey Jones“ ab. Um Abbott nicht im Stich zu lassen, setzt Saville seine Maschine in dessen Nähe auf. Pell nimmt die sich nahende nordkoreanische Infanterie unter Beschuss, wird aber selber ebenfalls abgeschossen. Die drei Männer müssen nun versuchen, zu ihren eigenen Linien durchzukommen.
Unterwegs werden sie von einem koreanischen Bauern und dessen Familie unterstützt. Als sich eine nordkoreanische Patrouille nähert, verstecken sich die Amerikaner, lassen jedoch eine Fliegerjacke liegen. Die Familie wird wegen Fluchthilfe exekutiert, doch Saville und Pell nehmen Rache. Nach ihrer geglückten Rückkehr wird Abbott zur Genesung in die Heimat geschickt. Seine Erfahrungen haben ihn einsichtig werden lassen. Er bittet seine Frau Kristina um eine zweite Chance, woraufhin sie mit ihm geht.

## Kritiken
„Technisch geschickt gemachter Kriegsfilm mit unverhohlen militaristischer Propaganda.“

## Hintergrund
- Die meisten der Flugszenen wurden über dem Südwesten der USA gedreht.
- Die feindlichen MiG-15-Jäger wurden durch umlackierte F-84F Thunderstreaks dargestellt.
- Kameramann Tom Tutwiler war für die Luftaufnahmen zuständig.
- Dick Powell, ein ehemaliger Schauspieler, lieferte mit diesem Film seine fünfte und letzte Regiearbeit ab. Powell war auch als Sänger und Komponist bekannt. Auch Drehbuchautor Wendell Mayes begann seine Karriere als Schauspieler.
- Komponist Clarke bekam 1944 einen Spezial- und 1980 einen Ehren-Oscar verliehen.
- Weitere preisgekrönte Mitarbeiter waren: Art-Director Lyle R. Wheeler (Oscars 1940, 1947, 1954, 1957, 1960), Set-Decorator Walter M. Scott (Oscars 1954, 1957, 1960, 1964, 1967, 1970), Kostüm-Designer Charles Le Maire (Oscars 1951, 1954, 1956) und Spezial-Effekte-Kameramann L. B. Abbott (Oscars 1968, 1971 sowie Spezial-Oscars 1973, 1977)
- Als technische und militärische Berater fungierten Major Robert E. Wayne und Captain Vernon L. Wright, beide von der US Air Force.